# La Place d'une autre
Pour plus de détails, voir Fiche technique et Distribution.
La Place d'une autre est un film français réalisé par Aurélia Georges, sorti en 2021.

## Synopsis
À Paris en 1914, Nélie est à l'essai en tant que domestique. Résistant aux avances du maître de maison, elle est renvoyée et retourne à la rue comme prostituée. Puis elle devient infirmière auxiliaire de la Croix-Rouge sur le front de la Première Guerre mondiale.
Un jour, elle fait connaissance avec une jeune femme, Rose Juillet, partie de Suisse pour se rendre à Nancy, où elle sera embauchée comme lectrice auprès d'une veuve de la grande bourgeoisie, Eléonore de Lengwil, amie de son père décédé (qui était colonel). À la suite d'un tir d'obus, Nélie voit Rose mourir à ses côtés. Aspirant à un avenir meilleur, elle décide de prendre l'identité de Rose. Elle endosse les vêtements de Rose, récupère la lettre de recommandation et jette le médaillon de Rose au feu. Entendant des soldats allemands, elle tente de récupérer le médaillon, mais se brûle à la main droite. Apercevant le livre de Victor Hugo que Nélie a en sa possession, le gradé allemand lui fournit un laissez-passer au nom de Rose Juillet.
Arrivée à Nancy, Nélie se présente comme étant Rose et devient ainsi lectrice et amie de Madame de Lengwil. Elle parvient à répondre aux questions sur sa vie d'avant sans éveiller de soupçons. Elle entend aussi Eléonore de Lengwil dire à ses domestiques que l'honnêteté est d'une très grande importance et qu’elle sait quand quelqu'un ment.
Mais un jour, alors que Nélie fait une lecture lors d'une réception, Rose fait irruption vêtue de noir et, comme une revenante, pointe Nélie du doigt. Cette dernière s'évanouit. Une fois revenue à elle, Nélie cherche à partir, mais Eléonore la retient. Quant à Rose, la famille ne la croit pas et la rejette. Prise de remords, Nélie va voir Rose, qui prie au temple, pour lui offrir de l'argent en échange de son silence. Nélie ne peut pas rétablir la vérité, car elle encourt la prison. Rose, qui veut retrouver son identité, refuse et blesse Nélie au visage. De retour chez Eléonore, Nélie accentue la blessure avec un couteau et accuse la jeune femme, qui est alors envoyée dans un hôpital psychiatrique. Un commissaire tente d'enquêter, mais Eléonore fait pression sur lui. Julien, un pasteur et neveu d'Eléonore, cherche la vérité sur l'identité des deux jeunes femmes. Il retrouve comme témoin le major (dans un hôpital, blessé), qui décrit les deux femmes avec les mêmes mots, ne permettant pas de les distinguer. Le major affirme cependant que l'infirmière n'était pas blessée aux mains, si bien que Julien est convaincu que celle qui prétend être la véritable Rose ment.
Rose parvient à s'échapper de l'hôpital psychiatrique et à entrer la nuit dans la demeure d'Eléonore. Prenant l'apparence d'une servante et armée d'un seau d'eau bouillante, elle tente d'attaquer Nélie, baignante. Nélie esquive de peu et Rose s'enfuit dans le parc. Au matin, Nélie se prépare à quitter son poste et, alors que Rose est retrouvée, finit par avouer avoir usurpé son identité lorsqu'elle la croyait morte et afin d'éviter la rue, où il lui arrivait notamment de voler pour pouvoir manger. Nélie s'excuse auprès de la famille et part.
Eléonore achète le silence de Rose avec une somme importante (l'équivalent de cinq années de salaire), la menaçant de l'accuser d'intrusion en cas de refus. Rose part pour Paris. Quant à Nélie, elle s'achète un billet pour l'Amérique, après avoir revendu un bijou offert par Eléonore. Alors qu'elle est sur le point de partir à la gare pour aller au Havre, elle tombe sur Eléonore, qui l'attendait en voiture. Eléonore lui propose de l'emmener. Elle souhaite que Nélie reste à ses côtés, par exemple en Italie (où Nélie ne risque pas d'être confrontée à son passé devant la justice). Eléonore lui propose même de l'adopter. Nélie lui répond qu'elle veut garder le nom de sa mère, mais Eléonore rétorque qu'il est possible de porter plusieurs noms et lui dit qu'elle peut avoir un temps de réflexion. Elle lui donne les papiers de la procédure d'adoption.

## Fiche technique
Sauf indication contraire, les informations mentionnées dans cette section peuvent être confirmées par la base de données cinématographiques IMDb,  présente dans la section « Liens externes ».
- Titre français : La Place d'une autre
- Réalisation : Aurélia Georges
- Scénario : Maud Ameline et Aurélia Georges, librement inspiré du roman The New Magdalen de Wilkie Collins[1],[2]
- Photographie : Jacques Girault
- Montage : Martial Salomon
- Musique : Frédéric Vercheval
- Décors : Thomas Grézaud
- Costumes : Agnès Noden
- Sociétés de production : Arte France Cinéma, Canal+, Ciné+
- Société de distribution : Pyramide Distribution (France)
- Pays de production :  France
- Format : couleur — 1,66:1
- Genre : drame
- Durée : 112 minutes
- Dates de sortie :
  - Suisse : 9 août 2021 (Festival de Locarno)
  - France : 26 août 2021 (Festival du film francophone d'Angoulême)[3] ; 19 janvier 2022 (sortie nationale)

## Distribution
- Lyna Khoudri : Nélie Laborde
- Sabine Azéma : Eléonore de Lengwil
- Maud Wyler : Rose Juillet
- Laurent Poitrenaux : Julien Valence
- Didier Brice : Massip
- Lise Lamétrie : Honorine
- Olivier Broche : le commissaire
- Judith Leder : Emilienne
- Jacques Bachelier : major Clarinval
- Marie Hattermann : Marthe

## Critiques du film
- Pour Fernando Ganzo (Cahiers du cinéma[4]), « Aurélia Georges crée un temps lumineux où la conciliation impossible peut aussi devenir source d'une émotion pure. »
- Antoine Duplan dans Le Temps affirme à son sujet : « Transposant avec finesse l'intrigue, recréant avec justesse le décor et les rituels d'une maison bourgeoise de province, la réalisatrice distille un suspense admirable[2]. »

## Distinctions

### Sélections
- Festival international du film de Locarno 2021 : en compétition internationale[5]
- Festival du film francophone d'Angoulême 2021[3]
- Festival international du film de fiction historique 2021, à Plaisance-du-Touch[6]
- Festival War on Screen 2021, à Châlons-en-Champagne : film de clôture[7]